# Fontanezier
Fontanezier est une localité et une ancienne commune suisse du canton de Vaud, située dans le district du Jura-Nord vaudois.

## Fusion de communes
Au 1er juillet 2011, Fontanezier a fusionné avec Romairon, Vaugondry et Villars-Burquin  pour former la nouvelle commune de Tévenon.